# 에릭 묄러
에릭 묄러(Erik Möller, 1979년 ~ )는 독일의 프리랜서 언론인이자 , 소프트웨어 개발자이자, 작가이자, 샌프란시스코에 위치한 위키미디어 재단의 前 부회장이다. 그
외에 웹 디자이너로 일하며 개인 웹 호스팅 서비스를 운영한 적이 있다.